# Dawei Airport
Dawei Airport är en flygplats i Myanmar.   Den ligger i regionen Taninthayiregionen, i den södra delen av landet, 700 km söder om huvudstaden Naypyidaw. Dawei Airport ligger 27 meter över havet.
Terrängen runt Dawei Airport är platt söderut, men norrut är den kuperad. Runt Dawei Airport är det ganska glesbefolkat, med 36 invånare per kvadratkilometer. Närmaste större samhälle är Dawei, 2,7 km sydväst om Dawei Airport. Omgivningarna runt Dawei Airport är en mosaik av jordbruksmark och naturlig växtlighet.